# Nicolau Boretski
Nicolau (em ucraniano:  Микола; nascido: Nicolau Boretski (em ucraniano:  Микола Борецький); 19 de dezembro de 1879, Sarni, Gubernia de Kiev, Império Russo - 1935 (ou 1936), Leningrado, URSS) foi sacerdote ortodoxo ucraniano, desde 1922 bispo "autoconsagrado", desde 1927 metropolita da Igreja Ortodoxa Autocéfala Ucraniana.

Preso em 1930, foi exilado nas Ilhas Solovetski e morreu numa clínica psiquiátrica em Leningrado. 